# Liste der Kardinaldiakone von Santa Maria in Portico in Campitelli
Folgende Kardinäle waren Kardinaldiakone von Santa Maria in Portico in Campitelli (lat. Diaconia Sanctae Mariae in Porticu), in der Nachfolge der 1662 aufgehobenen Diakonie Santa Maria in Portico Octaviae:
- Wilfred 1173, April 26., Fulginei Quelle: WUB 2, 172 N° 401. Neugart: Cod. Dipl. Alemann. 2, 103 N° 877.
- Francesco Maidalchini (1662–1666)
- Louis de Vendôme (1667–1669)
- Gaspare Carpegna (1671)
- Felice Rospigliosi (1673)
- Girolamo Casanate (1673–1675)
- vakant (1675–1681)
- Benedetto Pamphilj (1681–1685)
- Luigi Omodei (1690–1706)
- vakant (1706–1724)
- Melchior de Polignac (1724)
- vakant (1724–1728)
- Carlo Collicola (1728–1730)
- vakant (1730–1734)
- Giacomo Lanfredini (1734–1741)
- Carlo Maria Sacripante (1741–1747)
- Henry Benedict Maria Clement Stuart of York (1747–1748); Kardinalpriester pro hac vice (1748–1752); in commendam (1752–1759)
- Flavio Chigi (1759–1771)
- vakant (1771–1775)
- Ignazio Gaetano Boncompagni-Ludovisi (1775–1787)
- Filippo Carandini (1787–1794)
- vakant (1794–1803)
- Charles Erskine of Kellie (1803–1811)
- vakant (1811–1816)
- Stanislao Sanseverino (1816–1825)
- vakant (1825–1829)
- Belisario Cristaldi (1829–1831)
- vakant (1831–1838)
- Adriano Fieschi (1838–1843)
- Lodovico Altieri, Kardinalpriester pro hac vice (1845–1860)
- Francesco Pentini (1863–1869)
- vakant (1869–1875)
- Bartolomeo Pacca il Giovane (1875–1880)
- Francesco Ricci Paracciani (1882–1891)
- Francesco Segna (1894–1911)
- Giovanni Battista Lugari (1911–1914)
- Francis Aidan Gasquet OSB (1915–1924); Kardinalpriester pro hac vice (1924–1929)
- vakant (1929–1935)
- Massimo Massimi (1935–1946); Kardinalpriester pro hac vice (1946–1954)
- vakant (1954–1958)
- Carlo Chiarlo, Kardinalpriester pro hac vice (1958–1964)
- Charles Journet (1965–1973); Kardinalpriester pro hac vice (1973–1975)
- Corrado Bafile (1976–1987); Kardinalpriester pro hac vice (1987–2005)
- Andrea Cordero Lanza di Montezemolo (2006–2016); Kardinalpriester pro hac vice (2016–2017)
- Michael Fitzgerald MAfr (seit 2019)